# Thumatha ochracea
Thumatha ochracea är en fjärilsart som beskrevs av Bremen 1861. Thumatha ochracea ingår i släktet Thumatha och familjen björnspinnare. Inga underarter finns listade i Catalogue of Life.